# PUP (band)
PUP (forkortelse for Pathetic Use of Potential ) er et canadisk rockband fra Toronto, Ontario, som blev dannet i 2010, oprindeligt under navnet Topanga . PUPs debutalbum PUP blev udgivet den 8. oktober 2013 gennem Royal Mountain Records.  I december 2013 overgik PUP tilSideOneDummy Records og genudgav deres debutalbum i USA den 8. april 2014.  Gruppen indspillede i slutningen af 2015, deres andet album The Dream Is Over, som blev udgivet den 27. maj 2016 gennem SideOneDummy.  Bandets tredje album, Morbid Stuff blev udgivet den 5. april 2019.  

## Historie

### Oprindelse
Bassisten Nestor Chumak, guitaristen Steve Sladkowski og trommeslageren Zack Mykula var barndomsvenner, der sammen gik på skole i Toronto.  To af dem mødtes i tredje klasse, og den tredje mødte dem i gymnasiet ved Humberside Collegiate Institute.   Gennem barndommen spillede de i en række bands sammen. Vokalist og guitarist Stefan Babcock voksede også op med at spille i bands i Toronto, og under gymnasiet var Babcock hovedgitarist for et ska-band, der hedder Stop Drop N Skank, som han dannede sammen med nogle af sine klassekammerater på Earl Haig Secondary School . Babcock stødte på Chumak, Sladkowski og Mykula fra tid til anden på lokale Toronto-spillesteder, men var ikke tætte venner med nogen af dem på det tidspunkt. 
Efter gymnasiet opløstes Babcocks band Stop Drop N Skank. Mens han studerede på Ryerson University, arbejdede han sammen med Nestor Chumak for at optage en sang, han havde skrevet til et skoleprojekt.  Efter afslutningen slog duoen sig sammen med Chumaks venner Sladkowski og Mykula, for at danne gruppen Topanga . Navnet kommer fra Topanga Matthews, en figur fra Disney-serien Boy Meets World fra 1990'erne, som bandet har kaldt "vores første forelskelse."  De besluttede sig for at indspille en firsporet EP sammen, selvom Babcock har udtalt, at de på det tidspunkt betragtede Topanga som et engangsprojekt og ikke tænkte på sig selv som et "rigtigt band."  Topanga EP (senere omdøbt til Lionheart EP ) blev frigivet som en gratis download den 7. december 2010.  

### Tidlige dage
Kort efter udgivelsen af deres debut-EP begyndte bandet at optræde live sammen. De spillede deres første show nogensinde på Bovine Sex Club i januar 2011.  Ifølge Babcock fik EP'en en online fanbase, og de begyndte at modtage stadig bedre jobs. I begyndelsen af 2012 var de begyndt at turnere med Hollerado og blev underskrevet på Hollerados pladeselskab, Royal Mountain Records . Den 15. februar 2012 frigav de to-sporet Oceans 7 " med Royal Mountain. 
I 2012 begyndte Topanga at overveje at indspille deres første fuld længde album og ønskede at finde en producer, der kunne hjælpe dem med at fange deres tunge performance-stil i et studieoptagelse.  Valget endte med at blive produceren Dave Schiffmann.
Mens de arbejdede med albummet, besluttede bandet at skifte navn fra Topanga til noget andet, fordi de mente at navnet var mindre passende nu, da de havde låst en tung punk-rock-stil (i modsætning til den lettere rock-stil, de havde spillet tidligt på).  Efter et par måneders usikkerhed besluttede de sig for navnet PUP . Navnet er et forkortelse af et citat fra Babcocks bedstemor, der sagde, at det at spille i et rockband var en "pathetic use of potential", altså et patetisk spild af potentiale.  Bandet annoncerede officielt deres nye navn via sociale medier den 16. april 2013.

### PUP
Det kommende albums udgivelsesdato var indstillet til 8. oktober 2013.  Da det blev udgivet, blev det selvtitulerede debutalbum mødt med ros fra kritikere. Calgary Herald udpegede PUP til et af Canadas bedste nye bands,  og Stereogum listede dem som et af de 40 bedste nye bands i 2013.  PUP vandt to Bucky Awards fra CBC Radio 3 for bedste live show og bedste nye kunstner i 2013, og blev nomineret til bedste video.
I slutningen af 2014 afsluttede PUP sin første turné som hovednavn i Canada og USA, der kulminerede med en udsolgt koncert i Torontos Lee's Palace.  I begyndelsen af 2015 afsluttede PUP en multi-city tour i Australien som støtte for The Smith Street Band . PUP deltog derefter i 2015 Vans Warped Tour.

### The Dream Is Over
I begyndelsen af 2016 var PUP hovedattraktionen for et meget lille antal shows i New York City. De udgav også en ny sang , "DVP", fra deres andet album.  og annoncerede det kommende andet album The Dream Is Over, som blev udgivet den 27. maj 2016 gennem SideOneDummy. 

### Morbid Stuff
Mod slutningen af 2018 udgav bandet en zine med titlen "Pup the Zine Vol. 1" som indeholdt en tegneserie og en flexi-disk med en live version af "My Life Is Over and I Couldn't Be Happier".  
I januar 2019 frigav bandet Pup the Zine Vol. 2, komplet med en flexi-disk med en ny single, " Kids ", som de sendte til fans i løbet af måneden. Zinerne indeholdt desuden en pressemeddelelse og udgivelsesdato for bandets tredje album, Morbid Stuff, som skulle komme den 5. april 2019.   

## Medlemmer
- Stefan Babcock - hovedvokal, guitar (2010 – i dag)
- Nestor Chumak - bas, backing vokal (2010 – i dag)
- Zack Mykula - trommer, backing vokal (2010 – i dag)
- Steve Sladkowski - guitar, backing vocals (2010 – nutiden)

## Diskografi
Udgivelse markeret med † blev offentliggjort som Topanga.

### Albums
- PUP (October 8, 2013), Royal Mountain
- The Dream Is Over (May 27, 2016), Royal Mountain
- Morbid Stuff (April 5, 2019), Rise

### Extended plays
- Lionheart EP (December 7, 2010) † — digital (oprindeligt kaldt Topanga EP)
- Oceans (June 6, 2012) † – CD

### Live releases
- Audiotree Live (February 2015) – digital[24]

### Singles
- "Oceans" (February 21, 2012) † – 7" (B-side: "Mabu")
- "Reservoir" / "My Shadow (Jay Reatard cover)" (2014) – 7"
- "You Don't Get Me High Anymore (Triple J Like A Version)" (2017) – digital, Phantogram cover
- "My Life Is Over and I Couldn't Be Happier" (2018) – live 7"
- "Kids" (2019) – 7"
- "Bloody Mary, Kate and Ashley" (2019) – 7"
- "Bare Hands (demo)" (2019) – 7" (B-side: "Edmonton")

### Music videos
- "Reservoir" (2013)
- "Lionheart" (2014)
- "My Shadow (Jay Reatard cover)" (2014)
- "Guilt Trip" (2014)
- "Mabu" (2014)
- "Back Against the Wall" (2015)
- "Dark Days" (2015)
- "DVP" (2016)
- "If This Tour Doesn't Kill You, I Will." (2016)
- "Sleep in the Heat" (2016)
- "Old Wounds" (2017)
- "Kids" (2019)
- "Free at Last" (2019)
- "Sibling Rivalry" (2019)
- "See You At Your Funeral" (2019)

## Eksterne links
- PUP på Allmusic
- PUP på Discogs
- PUP på Discogs
- PUP på MusicBrainz
- PUP på Last.fm
- PUP på Myspace
- PUP på SoundCloud
- PUP Arkiveret 4. december 2017 hos  Wayback Machine på CBC Radio